# 스타더스트 (2007년 영화)
《스타더스트》(영어: Stardust)는 2007년에 개봉한 미국, 영국의 로맨스 판타지 영화이다. 닐 게이먼의 동명 소설이 원작이며, 매슈 본이 감독을 맡았다. 이 영화에는 클레어 데인스, 찰리 콕스, 시에나 밀러, 리키 저베이스, 제이슨 플레밍, 루퍼트 에버릿, 피터 오툴, 미셸 파이퍼, 로버트 드니로 등이 출연했고, 이언 매켈런이 해설로 참여하였다.
2008년 휴고상 장편 영화부문 최우수 작품상을 수상했다.

## 줄거리
마법 왕국 "스톰홀드"와 돌벽 하나를 사이에 두고 있는 잉글랜드 시골 마을 "월".
월 주민 던스턴은 경비를 속이고 벽을 넘어가 스톰홀드 시장을 구경하던 중 마녀에게 속아 노예로 지내고 있는 공주 우나를 만난다. 우나와 하룻밤을 보낸 던스턴은 다시 마을로 돌아오고, 9개월 후 경비는 던스턴에게 아기 트리스턴을 건낸다.
18년 후. 죽어가는 스톰홀드 왕은 하늘로 루비를 던진다. 우주로 날아간 루비는 별 하나를 맞추고, 별과 루비가 함께 스톰홀드로 떨어진다. 이 루비를 처음 발견하는 왕자가 왕 후계자가 될 것이다. 그 시각 이 광경을 월에서 짝사랑하는 빅토리아와 함께 지켜보던 트리스턴은 별을 구해오면 청혼을 받아달라고 한다.
트리스턴은 아버지 던스턴으로부터 마법 사슬, 그리고 어머니 우나가 자신 앞으로 남긴 바빌론 초를 받는다. 이 초를 켜는 사람은 어디든 원하는 곳으로 갈 수 있다. 트리스턴은 초에 불을 붙여 별이 이베인이란 인간 여성으로 변해 떨어진 곳으로 이동한 뒤 마법 사슬로 이베인을 붙잡는다.
한편 라미아 등 고대 마녀 세 자매는 떨어진 별의 심장을 먹어 젊음과 마력을 되찾으려 하는데...

## 출연
- 클레어 데인스 - 이베인 역, 떨어진 별 역
- 찰리 콕스 - 트리스턴 손 역
- 피터 오툴 - 죽어가는 스톰홀드의 왕 역
- 제이슨 플레밍 - 프라이머스 왕자 역
- 루퍼트 에버릿 - 서컨더스 왕자 역
- 마크 힙 - 터시어스 왕자 역
- 데이비드 월리엄스 - 섹스터스 왕자의 유령 역
- 마크 스트롱 - 셉티머스 왕자 역
- 너새니얼 파커 - 던스턴 손, 트리스턴의 아버지 역
  - 벤 반스 - 젊은 던스턴 손 역
- 케이트 머가우언 - 우나 공주, 트리스턴의 어머니 역
- 시에나 밀러 - 빅토리아 포레스터 역
- 헨리 캐빌 - 험프리, 빅토리아의 남자친구 역
- 미셸 파이퍼 - 라미아 역
- 조애나 스캔런 - 모모, 라미아의 자매 역
- 세라 알렉산더 - 엠퓨사, 라미아의 자매 역
- 로버트 드니로 - 셰익스피어 선장, 비행 해적선 대장 역
- 리키 저베이스 - 퍼딜런드 "퍼디" 더 펜스, 셰익스피어의 의뢰인 역
- 덱스터 플레처 - 마른 해적 역
- 데이비드 켈리 - 월 경비 역
- 멜러니 힐 - 디치워터 샐 역
- 마크 윌리엄스 - 빌리, 인간화한 염소 역
- 올리비아 그랜트 - 버나드의 여성형 역
- 조지 이니스 - 점쟁이 역
- 코코 섬너 - 잉그리드, 이베인의 여동생 역
- 이언 매켈런 - 해설

## 수상 및 후보
| 상                             | 부문                             | 후보/수상                                                               | 결과 |
| ------------------------------ | -------------------------------- | ----------------------------------------------------------------------- | ---- |
| 2008 제34회 새턴상             | 판타지 영화상                    | 스타더스트                                                              | 후보 |
| 2008 제34회 새턴상             | 여우조연상                       | 미셸 파이퍼                                                             | 후보 |
| 2008 제34회 새턴상             | 분장상                           | 새미 셸던                                                               | 후보 |
| 2008 엠파이어상                | 공상과학/판타지 영화상           | 스타더스트                                                              | 수상 |
| 2008 GLAAD 미디어 어워드       | 와이드 릴리즈 부문 최우수 영화상 | 스타더스트                                                              | 수상 |
| 2008 휴고상                    | 장편 부문 최우수 작품상          | 제인 골드먼(각본), 매슈 본(각본/감독), 닐 게이먼(원작), 찰스 베스(그림) | 수상 |
| 2007 피닉스 영화 비평가 협회상 | 꼭 봐야할 올해의 영화상          | 스타더스트                                                              | 수상 |